# Pásový traktor

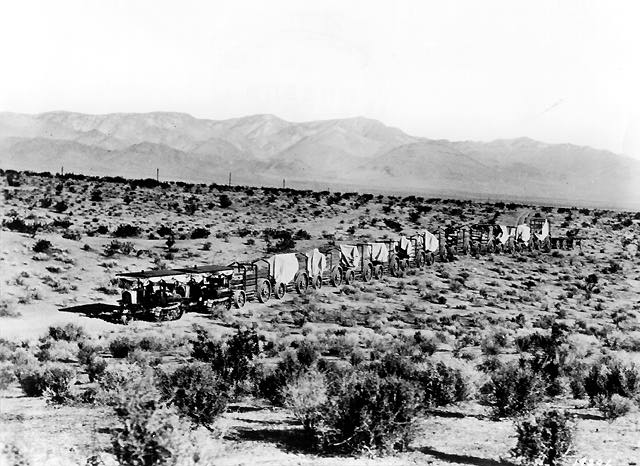
Traktory Caterpillar v Mohavské poušti roku 1909

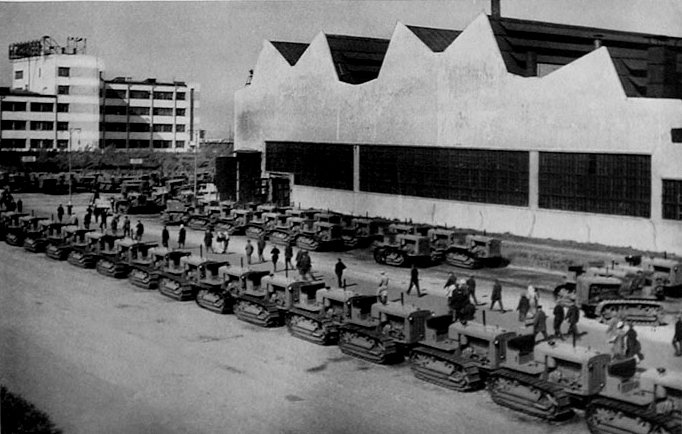
Čeljabinský traktorový závod v SSSR roku 1930

Pásový traktor je pásové vozidlo určené k pracím v zemědělství. Často se jedná o totožné stroje, jako jsou buldozery, tj. pásová vozidla opatřená radlicí.
První pokusy o postavení pásového vozidla byly již počátkem 18. století, avšak skončily pouze „na papíře“. První stroj byl sestaven až na samém počátku 20. století v železárnách ve Waterville v USA. Ve stejné době se experimentovalo s pásovými traktory i ve Velké Británii. Rozvoj pásových vozidel ovlivnila 1. světová válka, kdy došlo k výrobě tanků, které byly též opatřené pásy.
Do čela výroby pásových traktorů a buldozerů se dostala firma Caterpillar v USA. V období mezi dvěma světovými válkami začal pásové traktory ve velké míře produkovat Sovětský svaz, pro který se staly jedním ze symbolů industrializace a kolektivizace zemědělství.
Firmy záhy pochopily, že je výhodnější a ekonomičtější vyrábět univerzální pásový stroj, který může sloužit zároveň jako traktor i jako buldozer. Na podvozcích těchto strojů se pak začaly vyrábět i pásové tahače pro armádu, které sloužily jako tahače děl a kanónů (včetně přepravy osádky), přepravníky v těžkém terénu apod.
Od druhé světové války se pásové traktory a buldozery staly všestrannými pomocníky v zemědělství, stavebnictví, lesnictví, v armádě apod. Zvyšoval se jejich výkon, postupně docházelo k výrobě nových typů, které využívaly nových poznatků vědy a techniky.

## Příklady
- PT-10 – pásový minitraktor od firmy Agrostroj Prostějov
- DT-54 – sovětský pásový traktor
- DT-75 – sovětský pásový traktor